# Raúl Calviño
Raúl Calviño (Mar del Plata, Argentina, 7 de marzo de 1934 - ibidem, 9 de marzo de 2001), fue un locutor de radio y televisión.

## Trayectoria
Sus comienzos en la radiofonía argentina se remontan a la década del '50, como locutor de radioteatros. Dueño de una voz suave y pausada, de excelente dicción, tuvo su auge en los años 70. Condujo ciclos exitosos como "La gallina verde", en Radio Belgrano, "Raúl Calviño y su Hiram música" y "El show de la música", por Radio Mitre, "El mundo en MaxiCassette" y "El país en MaxiCassettes" por Radio Rivadavia, "Especialísimo" Radio Splendid, "En el aire", por Radio El Mundo, "La calesita", "El programa de Old Smuggler", "La realidad periodística", "Pond's y su gente" y "Sábado Libre" en Radio Continental, "Varieté", en Radio Nacional , y "Club de Noche" por Radio Del Plata. 
Dentro de su refinado estilo se reconocieron también otros locutores como Enrique Alejandro Mancini y Ricardo Jurado. En TV, en los '70, se lo recuerda como conductor de "Matineé", y como voz de la serie de avisos de cigarrillos "L&M". En 1980 condujo "2 Horas", por Canal 11 de Buenos Aires.
Su última intervención frente a los micrófonos fue en el programa "Club de Noche", el miércoles 7 de marzo de 2001.

## Trayectoria en radio
- La gallina verde, Radio Belgrano, 1970 - 1971.
- El país en MaxiCassette, Radio Rivadavia, 1972.
- El mundo en MaxiCassette, Radio Rivadavia.
- Varieté, Radio Nacional,1973.
- La calesita, Radio Continental, 1974.
- Rulos y moños, Radio Belgrano, 1975.
- La gallina verde, Radio Continental, 1975.
- El programa de Old Smuggler, Radio Continental, 1975.
- La realidad periodística, Radio Continental.
- Pond´s y su gente (junto a Elda Córdoba), Radio Continental, 1976.
- Raúl Calviño y su Hiram música, Radio Mitre.
- Varieté, Radio Mitre, 1980.
- La realidad (junto a Juan Carlos Calabró), Radio Continental, 1980
- Sábado libre, Radio Continental, 1980 - 1982.
- Expreso Continental, Radio Continental.
- El show de la música (junto a Haydeé Padilla), Radio Mitre, 1981 - 1982.
- En el aire, Radio El Mundo, 1982.
- Especialísimo, Radio Splendid.
- Varieté, FM Inolvidable, 1987.
- Club de noche, Radio Mar del Plata, 1997 - 2001.

## Trayectoria en TV
- Matineé, Canal 11.
- Dos Horas, Canal 11, 1980.

## Gráfica
Ocasionalmente escribió en la Revista Gente de Buenos Aires.

## Vida personal
Raúl Calviño estuvo casado con la actriz Alba Castellanos, fallecida en 1992 en la ciudad de Mar del Plata.

## Fallecimiento
Raúl Calviño falleció a los 67 años de edad, luego de afrontar una prolongada enfermedad, en el Hospital Privado de Comunidad, de la ciudad de Mar del Plata y sus restos fueron cremados en el Cementerio Parque de la misma ciudad.